# العلاقات الإريترية التوفالية
العلاقات الإريترية التوفالية هي العلاقات الثنائية التي تجمع بين إريتريا وتوفالو.

## مقارنة بين البلدين
هذه مقارنة عامة ومرجعية للدولتين:
| وجه المقارنة                                              | إريتريا                                      | توفالو                         |
| --------------------------------------------------------- | -------------------------------------------- | ------------------------------ |
| المساحة (كم2)                                             | 117.60 ألف                                   | 26                             |
| عدد السكان (نسمة)                                         | 6.33 مليون                                   | 11.19 ألف                      |
| الكثافة السكانية (ن./كم²)                                 | 53.83                                        | 43.04 ألف                      |
| العاصمة                                                   | أسمرة                                        | فونافوتي                       |
| اللغة الرسمية                                             | اللغة التغرينية، اللغة العربية، لغة إنجليزية | اللغة التوفالوية، لغة إنجليزية |
| العملة                                                    | ناكفا                                        | دولار توفالو                   |
| الناتج المحلي الإجمالي (بليون دولار)                      | 2.61 مليار                                   | 39.73 مليون                    |
| الناتج المحلي الإجمالي (تعادل القوة الشرائية) بليون دولار |                                              | 38.93 مليون                    |
| الناتج المحلي الإجمالي الاسمي للفرد دولار أمريكي          |                                              | 3.29 ألف                       |
| الناتج المحلي الإجمالي للفرد دولار أمريكي                 |                                              | 3.77 ألف                       |
| مؤشر التنمية البشرية                                      | 0.391                                        |                                |
| رمز المكالمات الدولي                                      | +291                                         | +688                           |
| رمز الإنترنت                                              | .er                                          | .tv                            |
| المنطقة الزمنية                                           | ت ع م+03:00                                  | ت ع م+12:00                    |

## منظمات دولية مشتركة
يشترك البلدان في عضوية مجموعة من المنظمات الدولية، منها:
| علم المنظمة | اسم المنظمة                                 | تاريخ انضمام إريتريا | تاريخ انضمام توفالو |
| ----------- | ------------------------------------------- | -------------------- | ------------------- |
|             | منظمة حظر الأسلحة الكيميائية                | ?                    | ?                   |
|             | يونسكو                                      | 2 سبتمبر 1993        | 21 أكتوبر 1991      |
|             | الاتحاد الدولي للاتصالات                    | 6 أغسطس 1993         | 15 أغسطس 1996       |
|             | الأمم المتحدة                               | 28 مايو 1993         | 5 سبتمبر 2000       |
|             | البنك الدولي للإنشاء والتعمير               | 6 يوليو 1994         | 24 يونيو 2010       |
|             | الاتحاد البريدي العالمي                     | ?                    | ?                   |
|             | مؤسسة التنمية الدولية                       | 6 يوليو 1994         | 24 يونيو 2010       |
|             | مجموعة دول أفريقيا والكاريبي والمحيط الهادئ | ?                    | ?                   |